# Тропико (будущий фильм)
«Тро́пико» (англ. Tropico) — будущий американский фильм-нуар режиссёра Джады Колагранде по сценарию Барри Гиффорда. Главные роли в фильме исполнили Педро Паскаль, Морена Баккарин и Уиллем Дефо.

## Сюжет
Реймонд Санз, ветеран-оперативник, нанятый шпионить за Марком, американским бизнесменом (Паскаль) в жарком приморском городке на севере Бразилии. Однако всё усложняется, когда Санз влюбляется одновременно в жену Марка, загадочную и прекрасную Люсию (Баккарин), и в её не менее прекрасную сестру-близнеца Оливию (Баккарин).

## В ролях
- Педро Паскаль — Марк
- Морена Баккарин — Люсия / Оливия
- Уиллем Дефо — Раймонд Санс

## Производство
В сентябре 2019 года стало известно, что в разработке находится фильм-нуар, действие которого происходит в Бразилии. Режиссёром стала Джада Колагранде, главные роли получили Педро Паскаль, Морена Баккарин и Уиллем Дефо в ролях Марка, Люсии и Рэймонда.
Основные съёмки начались в апреле 2023 года в городе Сан-Луис, Бразилия.